# Lipo
Lipo (kinesiska: 栗坡, 栗坡乡) är en socken i Kina. Den ligger i provinsen Hunan, i den södra delen av landet, omkring 270 kilometer väster om provinshuvudstaden Changsha.
Genomsnittlig årsnederbörd är 1 975 millimeter. Den regnigaste månaden är maj, med i genomsnitt 366 mm nederbörd, och den torraste är januari, med 43 mm nederbörd.